# Смоленська ТЕС
55°36′21″ пн. ш. 32°24′49″ сх. д. / 55.60583° пн. ш. 32.41361° сх. д.
Смоленська ТЕС – теплова електростанція на заході Росії, розташована у Смоленській області біля селища Озерний (Духовщинський район).
У 1978, 1979 та 1985 роках на майданчику станції стали до ладу три однотипні енергоблоки, кожин з яких має паровий котел Таганрогського котельного заводу ТПЕ-208 продуктивністю 670 тон пари на годину та турбіну від Ленінградського металічного заводу типу К-210-130 потужністю 210 МВт. Генератори ТГВ 200М надійшли від Харківського турбогенераторного заводу.
ТЕЦ спроектували для роботи на місцевих запасах торфу, проте через запізнення із введенням видобувних підприємств довелось експериментувати із іншими видами твердого палива, переважно вугіллям різного походження, а також горючими сланцями. У підсумку з 1985-го основним паливом став природний газ (надходить в район Смоленстка по трубопроводах Торжок – Івацевичі та Брянськ – Смоленськ).
Вода для технологічних потреб надходить із Смоленського водосховища, спорудженого в межах проекту станції на річці Шесниця (через річку Межа відноситься до басейну Західної Двіни).
Видача продукції відбувається по ЛЕП, розрахованим на роботу під напругою 220 кВ та 35 кВ.
В 2007—2008 роках основним акіонером станції став німецький енергетичний концерн E.ON (з 2016-го через компанію Uniper).